# Petrel atlantycki
Petrel atlantycki (Pterodroma rupinarum) – wymarły gatunek ptaka z rodziny burzykowatych (Procellariidae). Był endemitem Wyspy Świętej Heleny (terytorium zamorskie Wielkiej Brytanii). Wymarł przypuszczalnie krótko po odkryciu wyspy w 1502 roku w wyniku polowań człowieka i drapieżnictwa wprowadzonych przez niego zwierząt.
Gatunek ten opisał w 1975 roku Storrs L. Olson w oparciu o szczątki subfosylne. Holotyp to prawie kompletna czaszka pochodząca z osadów ze stanowiska nad zatoką Prosperous Bay w północno-wschodniej części Wyspy Świętej Heleny, zebrana przez autora w czerwcu 1971 roku.